# (2931) Маяковский
(2931) Маяковский (лат. Mayakovsky) — типичный астероид главного пояса, открыт 16 октября 1969 года советским астрономом Людмилой Черных в Крымской астрофизической обсерватории и 13 июля 1984 года назван в честь поэта Владимира Маяковского.

## Обнаружение и именование
(2931) Маяковский
Открыт 16 октября 1969 года в Научном Л. И. Черных.
Назван в память о советском поэте Владимире Владимировиче Маяковском (1893—1930).
Оригинальный текст (англ.)2931 Mayakovsky
Discovered 1969-10-16 by Chernykh, L. at Nauchnyj.
Named in memory of the Soviet poet Vladimir Vladimirovich Mayakovskij (1893—1930).
Источники: DISCOVERY.DB; M.P.C. 8914.

## Орбита

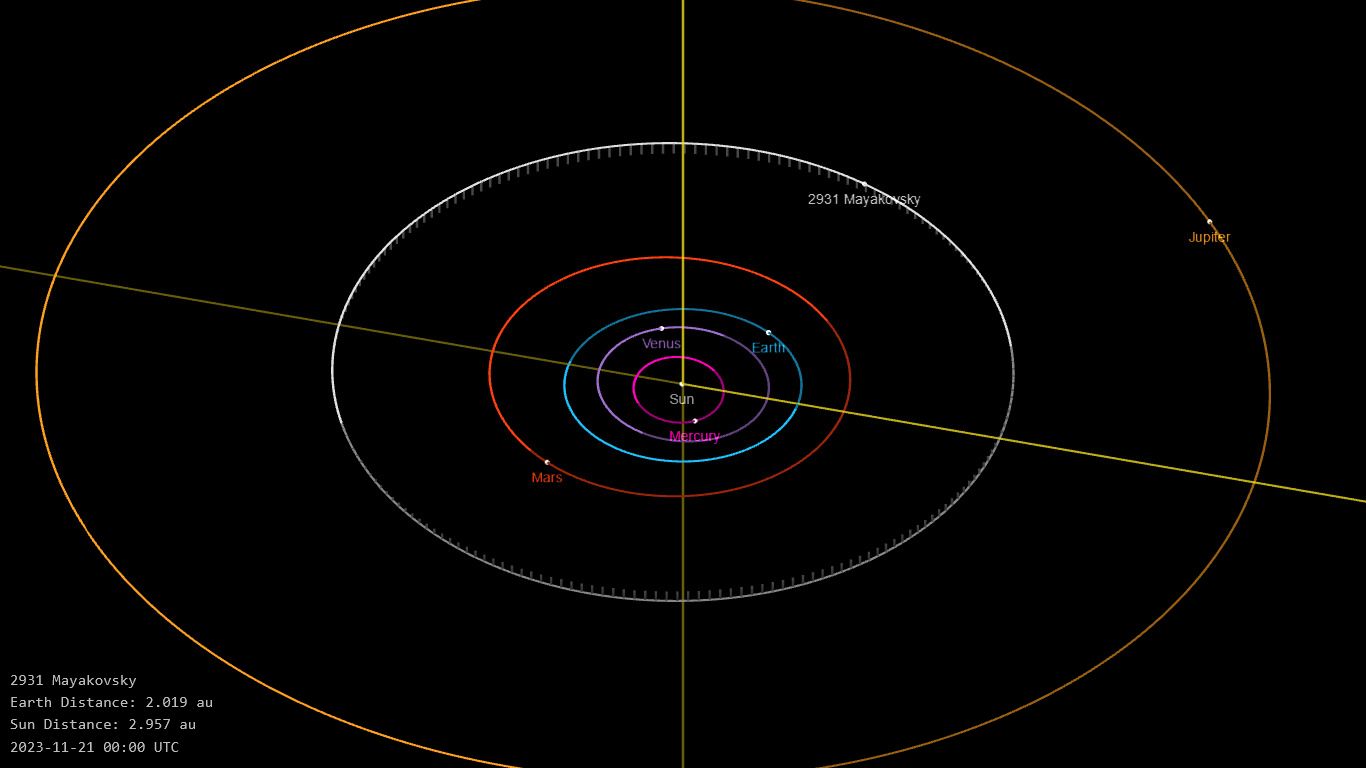
Орбита астероида Маяковский и его положение в Солнечной системе

## Физические характеристики
Из наблюдений телескопа VISTA следует, что астероид относится к таксономическому классу S.
По результатам наблюдений в видимом и ближнем инфракрасном диапазоне космического телескопа NEOWISE и наблюдений в инфракрасном диапазоне спутника Akari диаметр астероида сначала оценивался равным 11,926±0,094 км, позже — 9,99±1,14 км и 11,721±0,126 км. Согласно тем же источникам альбедо оценивается как 0,2607±0,0194, 0,370±0,086 и 0,269±0,012.